# Луговой (Краснодарский край)
Луговой — посёлок в Ленинградском районе Краснодарского края Российской Федерации.
Входит в состав Первомайского сельского поселения.

## География

### Улицы
- ул. Казачья,
- ул. Рабочая,
- ул. Хлеборобова.

## Население
| 2002 | 2010 |
| ---- | ---- |
| 91   | ↗96  |